# Niklas Mackschin
Niklas Mackschin (Hannover, 2 oktober 1994) is een Duits autocoureur.

## Carrière
Mackschin begon zijn autosportcarrière in 2010 in het karting en bleef hier tot 2012 actief. In 2011 maakte hij al wel zijn debuut in de touring cars met een tiende plaats in de tweede divisie van de ADAC Procar. In 2013 stapte hij fulltime over naar de touring cars en won de Duitse ADAC Cruze Cup. In 2014 werd hij ook kampioen in de vierde klasse van de DMV BMW Challenge.
In 2015 maakte Mackschin de overstap naar de European Touring Car Cup, waarin hij voor zijn eigen team deelnam in de Super 1600-klasse in een Ford Fiesta 1.6 16V. Hij won tien van de twaalf races en eindigde twee keer als tweede, waardoor hij met 150 punten overtuigend kampioen werd.
In 2016 bleef Mackschin rijden in de Super 1600-klasse van de ETCC, maar nu voor het team RAVENOL Motorsport. Daarnaast maakte hij dat jaar zijn debuut in de TCR International Series voor het team Liqui Moly Team Engstler tijdens zijn thuisrace op de Motorsport Arena Oschersleben in een Volkswagen Golf GTI TCR en eindigde de races als negende en achtste, wat hem zes punten opleverde voor het kampioenschap.